# Sieben Schwestern (Wasserfall)

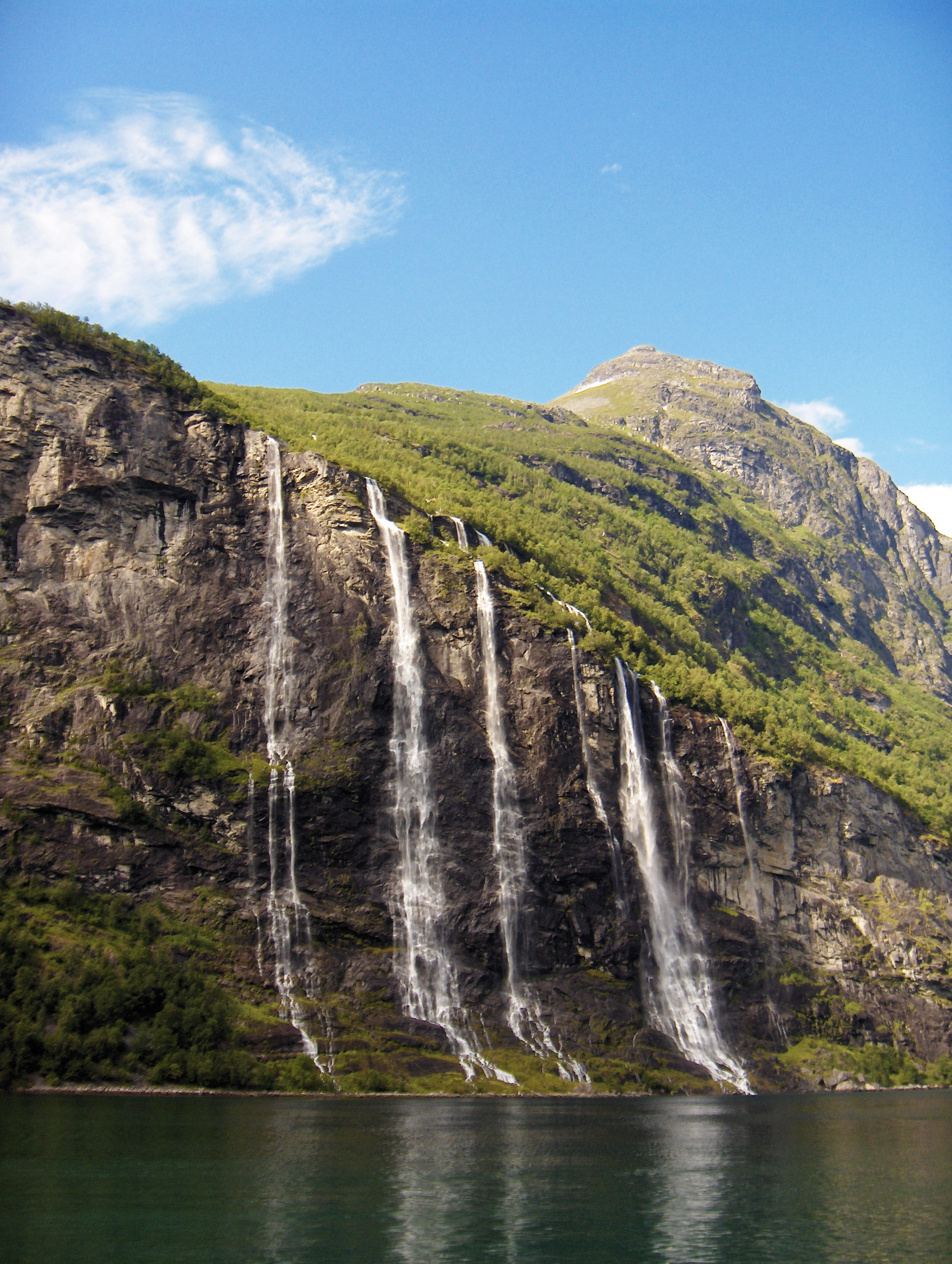
Die Sieben Schwestern

Die Sieben Schwestern (norwegisch Dei sju systrene bzw. De syv søstrene, Knivsflåelvane oder Knivsflåfossen) sind direkt nebeneinander in den Geirangerfjord stürzende Wasserfälle. Sie fallen im Durchschnitt etwa 250 Meter und befinden sich in der norwegischen Provinz (Fylke) Møre og Romsdal.

## Lage und Geografie
Die Wasserfälle liegen an der Nordseite des Geirangerfjords in der Kommune Stranda. Nordöstlich der Sieben Schwestern befindet sich der Bergbauernhof Knivsflå. Auf der gegenüberliegenden Fjordseite stürzt mit dem Freier (norwegisch Friaren oder Geitfossen) ein weiterer Wasserfall in den Geirangerfjord hinab.
Die Wasserfälle werden aus den Knivsflåelvane, die aus den beiden Tälern Ystedalen und Sanddalen aus dem Westen und Nordwesten auf den Fjord zufließen, gespeist. Im Frühjahr werden die Flussläufe freigeräumt, damit sich das Wasser möglichst ungehindert verzweigen kann. Bei geringeren Wassermengen verteilt sich das Wasser auf weniger Wasserfälle, so dass teilweise nur vier Wasserfälle zu erkennen sind. Die größten Wassermengen liegen üblicherweise im Juni vor, wenn die Schneeschmelze im Hochgebirge einsetzt.

## Sage
Die Berühmtheit der Sieben Schwestern und des gegenüberliegenden Wasserfalls ist vor allem auf die mit den Namen und Aussehen verbundene Sage zurückzuführen. Der Sage nach wollte der Freier jede der sieben Schwestern nacheinander heiraten. Alle lehnten jedoch ab und wiesen sein Werben zurück. Daraufhin griff der Freier zur Flasche und wurde zum Alkoholiker. Dieses spiegelt sich in der Form des Wasserfalls nieder, welcher die Form einer Flasche annahm.

## Name
Die Sieben Schwestern haben mehrere Namen in der norwegischen Sprache. Bis ins 19. Jahrhundert waren nur die Namen Knivsflåfossen und Knivsflåelvane gebräuchlich. Erst mit der zunehmenden Bedeutung des Tourismus in der Region Geiranger wurde der Name mit den Sieben Schwestern gebildet. Die Wasserfälle sollen den Haaren von sieben Schwestern ähneln. In der Kommune Alstahaug in Nordland gibt es eine gleichnamige Bergformation.